# 范慎遹

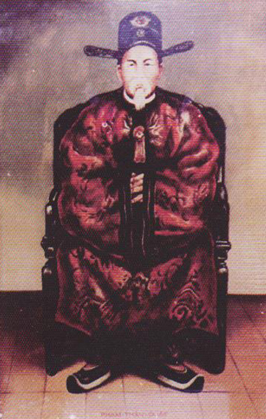
范慎遹

范慎遹（越南语：／；1825年—1885年10月23日），字觀成，號望山，越南阮朝時期官員、史學家。
范慎遹是寧平安謨縣人。九歲時，就師從於武范啓學習儒學。21歲時，又拜黃甲范文誼為師。
1850年，范慎遹中舉人，但未能通過會試。不過嗣德帝卻任命他出來當官，成為端雄縣的儒學教師。在此期間，編成《興化記略》，於1856年完成。
1857年，擔任桂陽（今諒山省桂武縣）知州。1873年，因法國侵略北圻，他前往河內交涉，擢河內巡撫。
1876年，調任吏部參知。1878年，進入機密院，成為皇子育德堂和正蒙堂的老師。他還負責監督國子監，並參與國史館修史，編纂《欽定越史通鑑綱目》。
1882年，法國再次侵略北圻，范慎遹奉嗣德帝之命，秘密出使清朝求救。1884年，范慎遹與阮文祥、尊室𤄫三人，作為阮朝的全權使者，出使西貢，與法國殖民政府簽訂《第二次順化條約》。歸國後，擔任戶部尚書、協辦大學士兼工部左參知。
在《第二次順化條約》簽訂之後，越南淪為法國的保護國。1885年，尊室說率軍突襲中圻欽使府，戰敗，挾持咸宜帝逃往廣治省山中，建立新所城。咸宜帝發出《勤王詔》，號召越南人起義，對抗法國的統治。7月29日，范慎遹欲跨海向北圻逃去，欲響應勤王運動，但被法國殖民政府逮捕，罷免一切官職，流放崑崙島監獄，後來與阮文祥、尊室訂一起被判流放塔希提島。10月23日，在旅途的第六天，范慎遹因糖尿病，死於馬來半島附近。他的屍體被法國水手投入海中。
河內市和寧平市都有以他名字命名的街道，以紀念他忠於阮朝皇室、反抗法國統治的事蹟。越南設有范慎遹史學獎，以紀念其在史學上的貢獻。